# 枕崎飛行場
枕崎機場（日语：／ Makurazaki hikōjō */?），日本鹿兒島縣枕崎市機場。現時沒有定期航班。枕崎飛行場是防災直升機和其他直升機主要基地。而飛機租用的服務2003年在結束了。

## 航空管制
枕崎飛行服務 129.800 MHz

## 相關題目
- 日本機場列表

## 外部連結
- （日語）枕崎飛行場 （页面存档备份，存于）